# St.-Katharinen-Kirche (Bünsdorf)

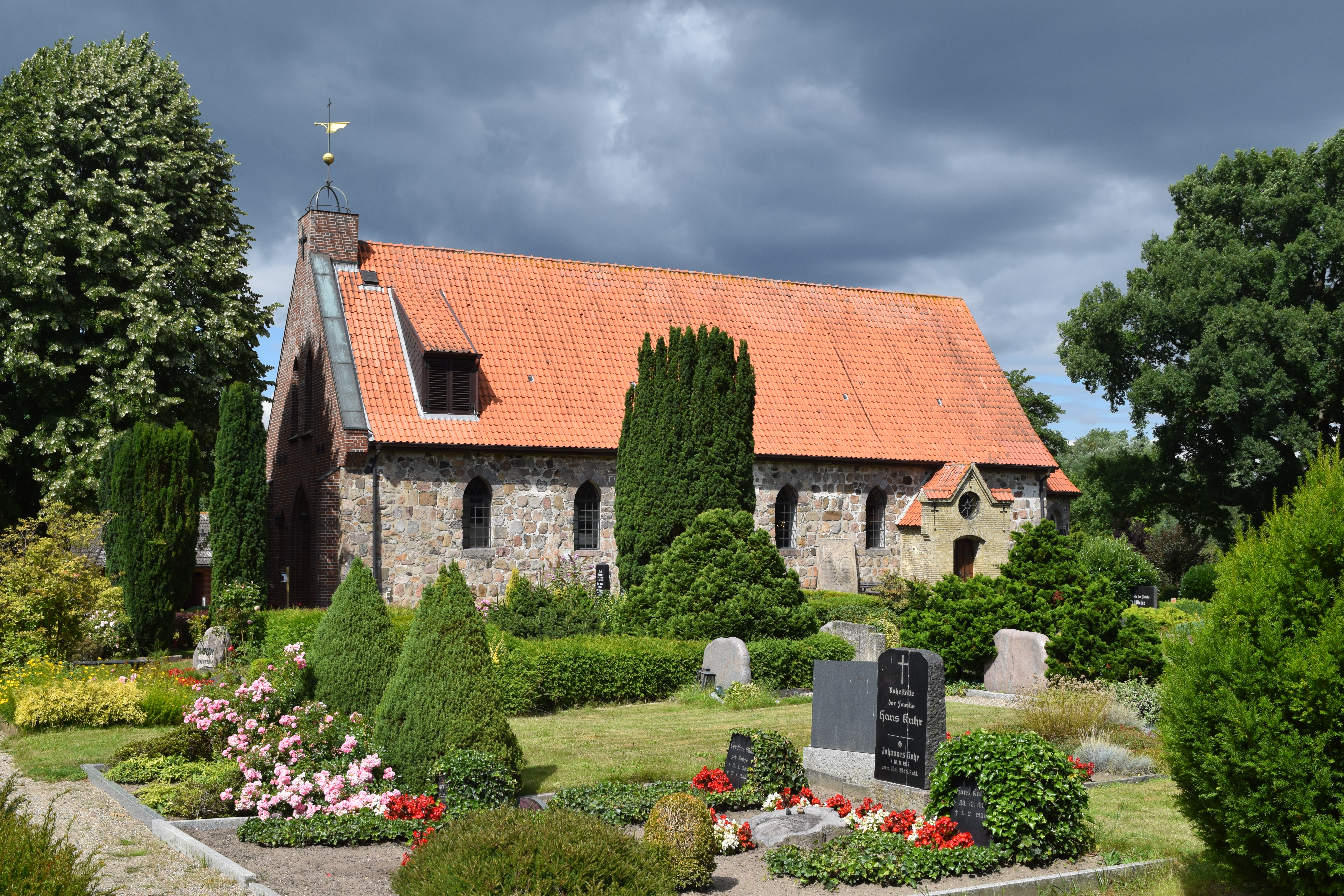
Die St. Katharinenkirche zu Bünsdorf

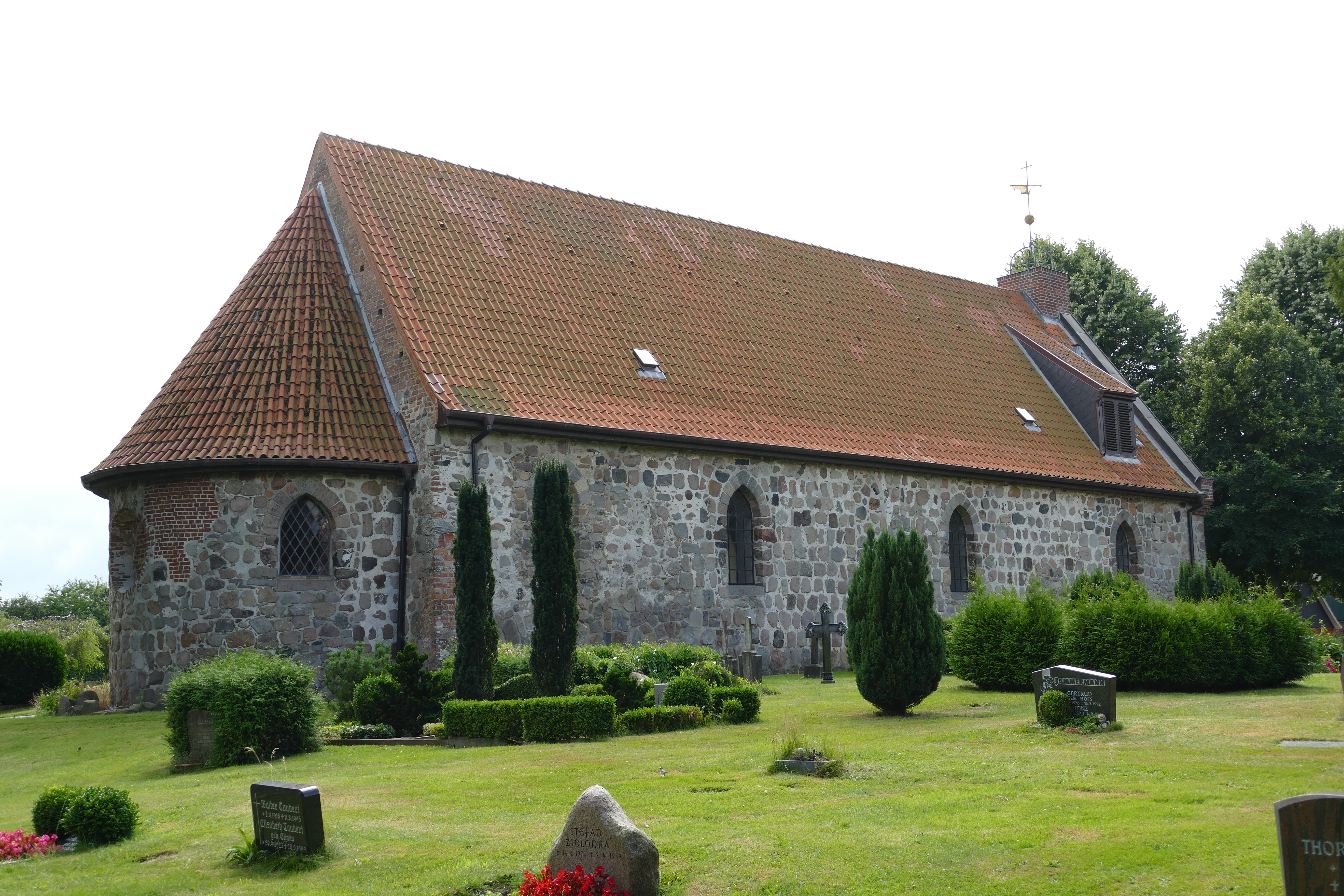
Die Kirche von Nordosten mit der Apsis (links)

Die evangelisch-lutherische St.-Katharinen-Kirche zu Bünsdorf wurde Mitte des 13. Jahrhunderts auf einer kleinen Anhöhe im Dorf erbaut. Sie gehört zum Kirchenkreis Rendsburg-Eckernförde in der Evangelisch-Lutherischen Kirche in Norddeutschland. Ihr Kirchspiel umfasst die Orte Bistensee, Borgstedt, Bünsdorf, Neu Duvenstedt, Groß Wittensee, Holzbunge und Klein Wittensee.

## Baugeschichte

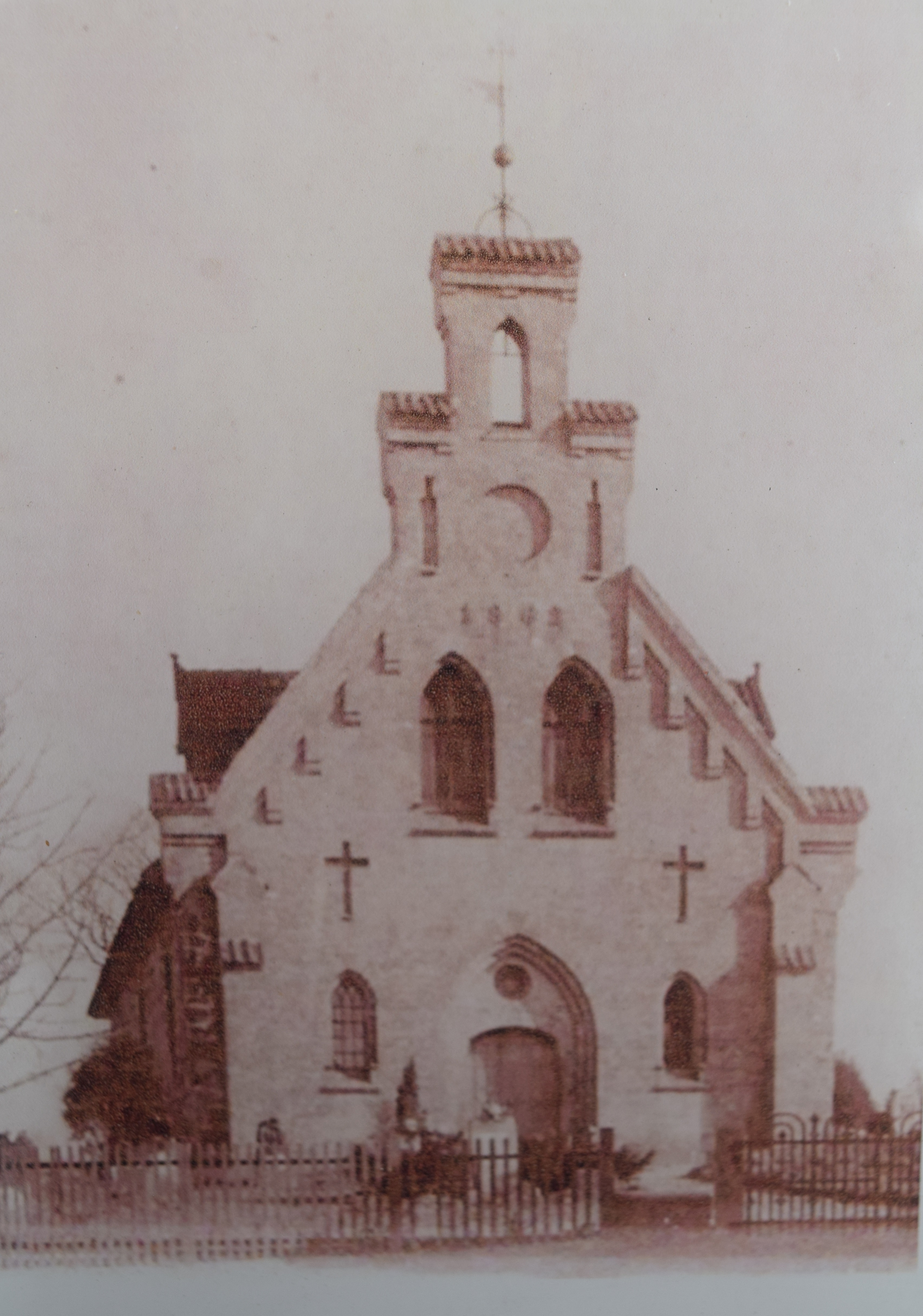
Zeichnung der Bünsdorfer Kirche mit der Westwand von 1862

Die Bünsdorfer Kirche ist ein Feldsteinsaalbau aus der Mitte des 13. Jahrhunderts mit eingezogener, gewölbter Halbrundapsis. Als sich im Zweiten Nordischen Krieg polnische Soldaten in Bünsdorf einquartierten, verursachten sie 1659 ein Feuer, bei dem die Kirche bis auf die Grundmauern niederbrannte. Dabei gingen auch alle alten Unterlagen mit Ausnahme eines 1621 beginnenden Kirchenrechnungsbuches verloren. Der Wiederaufbau der Kirche wurde rasch in Angriff genommen, wie die Inschrift auf einem Deckenbalken bezeugt: „Gela si [Gelobet sei] Got in der Ho [Höhe] Jorgen Kul 1660“. Dennoch waren die Mauern der Bünsdorfer Kirche 1722 in so desolatem Zustand, dass Einsturzgefahr bestand. Der Bünsdorfer Pfarrer Franziskus Schröder wandte sich in einem Bittschreiben an den dänischen König Friedrich IV. und bekam eine landesweite Kollekte bewilligt, mit der die Kirche gerettet werden konnte.
1862 fand eine durchgreifende Kirchenrenovierung statt. Der alte Westgiebel aus Feld- und Mauersteinen wurde abgebrochen, ebenso der Glockenstapel, stattdessen wurden die Glocken in einen Glockenstuhl im Dachgeschoss der Kirche übernommen. Der Eingang in die Kirche wurde von der Südwand nach Westen verlegt und es wurde eine neue Westwand im neogotischen Stil aus gelben Ziegeln errichtet. Im 20. Jahrhundert wurde diese nicht mehr als schön empfunden, so dass die Westwand 1976 in reduzierter Kopie aus roten Backsteinen neu ausgeführt wurde. Bei einer Renovierung 1957 wurden der Apsisbogen und das Kircheninnere neu gestaltet und die Wände weiß gestrichen. Zuletzt wurde der Innenraum 2016 für 130.000 Euro saniert und die Farbfassung von 1957 wiederhergestellt. Laut Denkmalbuch des Landes Schleswig-Holstein ist die Bünsdorfer Kirche ein Kulturdenkmal von besonderer Bedeutung.

## Erste Erwähnungen
Der Ort Bünsdorf wird erstmals in der Visio Godeschalci aus dem Jahr 1190 als Bunestorp erwähnt, war zu diesem Zeitpunkt aber offensichtlich noch nicht Kirchspielsort. Die erste Erwähnung der Bünsdorfer Kirche findet sich indirekt in einer Urkunde vom 9. November 1355, die heute im Stadtarchiv Rendsburg aufbewahrt wird. Es geht darin um die Übertragung der Präbende des Rendsburger Heilig-Geist-Hospitals an Christian Zebeke. Als einer der vier Zeugen, welche den Vorgang mit ihrem Siegel beurkunden, erscheint ein „Marquard Kule, Pfarrer von Bünsdorf in der Diözese Schleswig“ (Marquardus Kule, plebanus in Bunsdorpe Slesvicensis dyoecesis). Entsprechend muss es hier zu diesem Zeitpunkt eine Pfarrkirche gegeben haben.
Eine noch frühere Erwähnung der Bünsdorfer Kirche liegt derzeit nicht mehr im Original vor: Die handgeschriebene Bünsdorfer Pfarrchronik aus dem 19. Jahrhundert, die im Pastoratsarchiv aufbewahrt wird, erwähnt einen Catalogus vetustus („alten Katalog“) von ca. 1300, der Kornlieferungen an die Bünsdorfer Kirche aufzählt. Dieses in der Pfarrchronik ohne genauen Quellennachweis zitierte Dokument ließ sich heute bislang nicht mehr auffinden.

## Wiederentdecktes Patrozinium

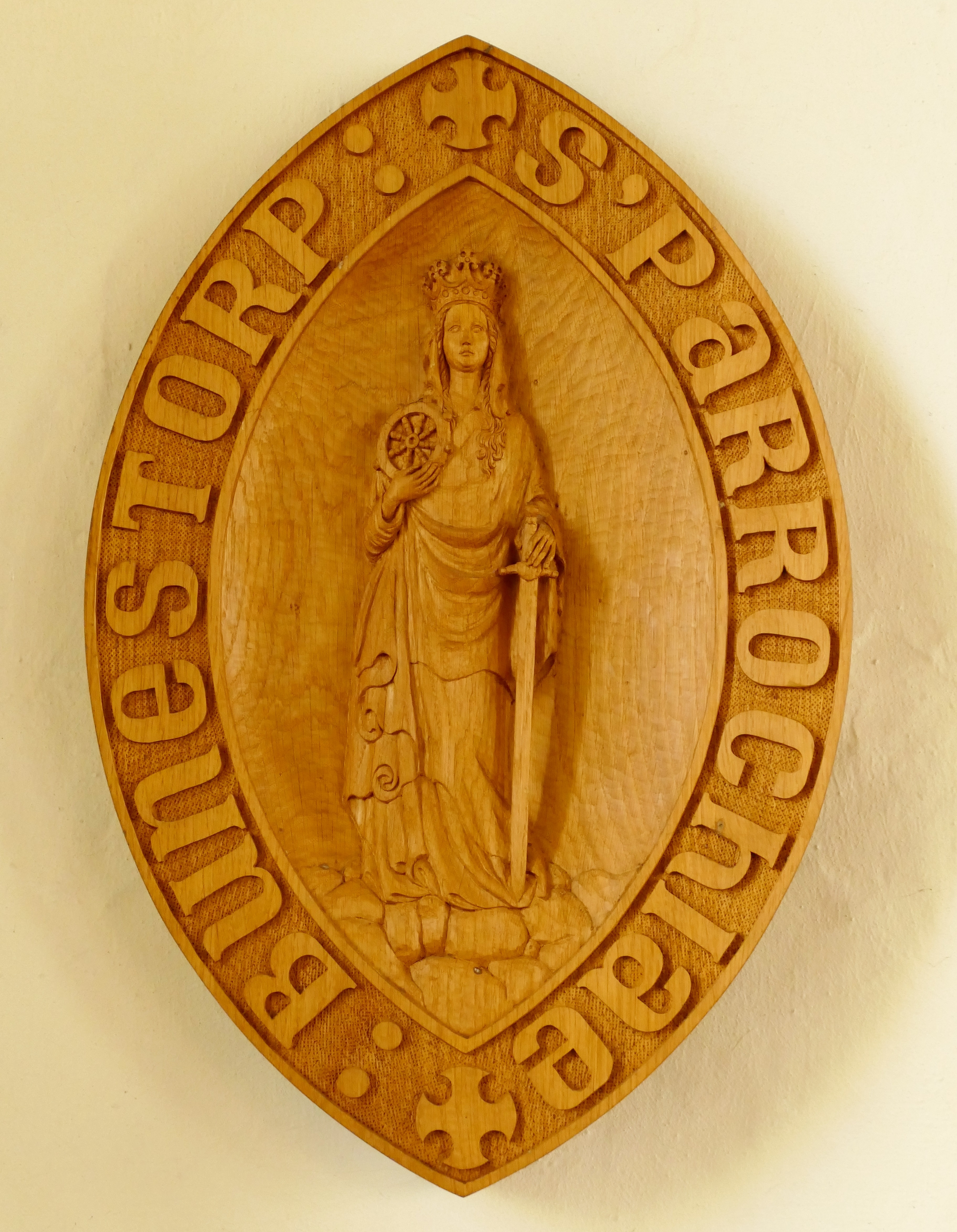
Vergrößerte Kopie des alten Kirchensiegels als Holzplastik in der Kirche

Im Jahr 1999/2000 wurde das Patrozinium der Bünsdorfer Kirche wiederentdeckt: 1588 stellten die Kirchgeschworenen Oleff Gosch und Jürgen Boen eine Quittung aus, mit der sie den Empfang von 6 Mark als Zinsen aus dem Testament des verstorbenen Hardesvogtes Hans Harding bestätigen. Dieses Dokument ist mit dem damaligen Kirchensiegel der Bünsdorfer Kirche gesiegelt, wobei der Siegelstempel offenbar älter war und noch aus katholischer Zeit stammte. Das spitzovale Siegel trägt die Umschrift S[igillum] Parochiae Bunestorp („Siegel der Pfarrgemeinde Bünsdorf“) und zeigt eine stehende weibliche Person mit Märtyrerkrone, Schwert und Rad. Dies sind die eindeutigen Attribute der heiligen Katharina von Alexandrien. Ihr war die Kirche folglich gewidmet und entsprechend nennt sich die Bünsdorfer Kirche seit dieser Entdeckung wieder „St. Katharinenkirche“. Das wiederentdeckte Patrozinium bestätigt auch die angenommene Erbauung der Bünsdorfer Kirche in der Mitte des 13. Jahrhunderts, denn der Blick auf andere Kirchen im Norden zeigt, dass das Katharinenpatrozinium besonders in den Jahrzehnten nach 1220 vergeben wurde. In der Bünsdorfer Kirche hängt heute eine stark vergrößerte Kopie des Kirchensiegels als Holzplastik.

## Ausstattung

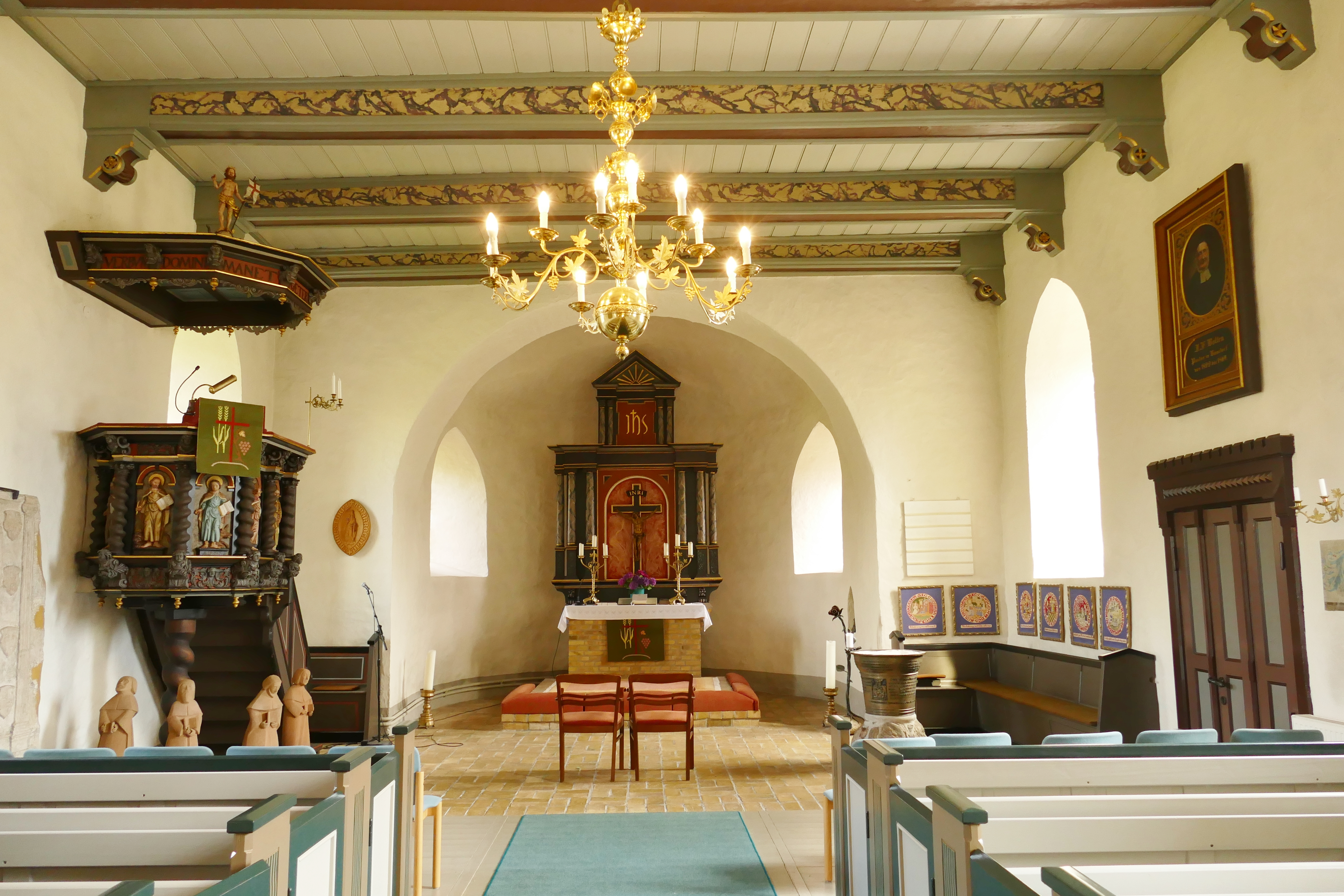
Inneres der Kirche mit Kanzel und Altar

### Altar
Der einfache architektonische Altar stammt aus dem dritten Viertel des 17. Jahrhunderts, wurde also bald nach dem Kirchenbrand von 1659 errichtet. Über dem Hauptfeld mit einem Kruzifix befindet sich ein kleineres Feld mit dem Christusmonogramm IHS, beide von Säulen flankiert, in einem Giebelfeld darüber ein Dreieck mit Strahlenkranz als angedeutetes Auge Gottes.

### Kanzel
Die Kanzel aus dem Jahr 1692 stammt von dem Rendsburger Bildschnitzer Hans Pahl und ist im Aufbau mit der Kanzel der Rendsburger Christkirche verwandt. Gedrehte Säulen auf Engelskopfkonsolen gliedern die Kanzel in fünf Felder, in denen farbig gefasste Relieffiguren der vier Evangelisten Matthäus, Markus, Lukas und Johannes sowie des heiligen Petrus zu sehen sind. Auf dem Schalldeckel steht der lateinische Bibelvers Verbum domini manet in aeternum („Das Wort des Herrn bleibt in Ewigkeit“, 1 Petr 1,25 ). Obenauf befindet sich eine Figur des auferstandenen Christus mit der Siegesfahne, welcher auf einem Totenschädel steht und die Schlange zertritt.
Im Dezember 2021 wurden vor der Kanzel vier ca. 60 cm große Evangelistenfiguren aus gebranntem Ton aufgestellt, die von der Bünsdorfer Keramikerin Inke Lerch stammen. Eigentlich hatte sie die Figuren im Auftrag des Hamburger Architekten Oskar Jan Langer für dessen Taufkirche in Wygoda (Polen) hergestellt. Dort wollte man sie jedoch nicht, so dass sie nun in der Bünsdorfer Kirche ihren Platz gefunden haben.

### Taufe

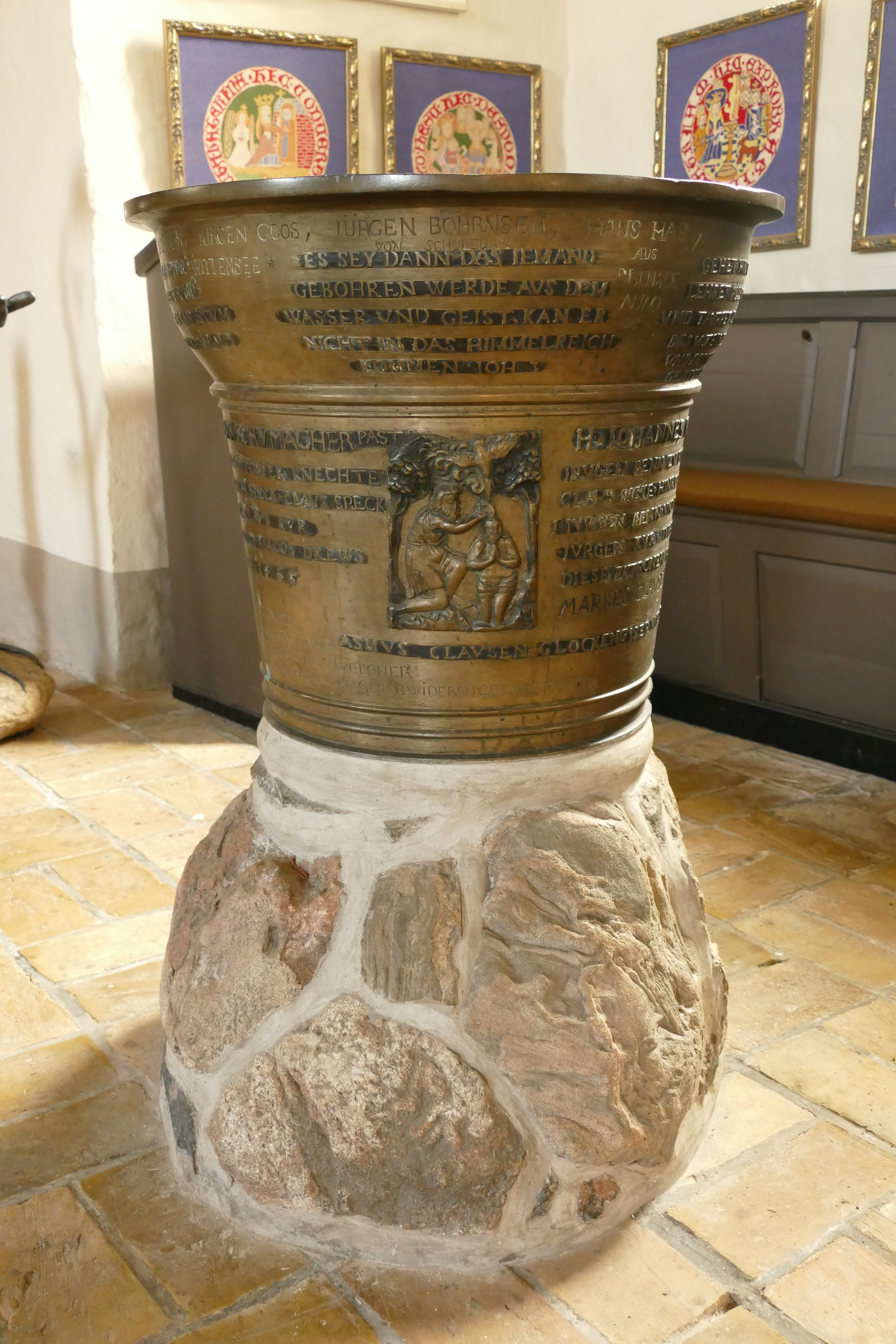
Die Bünsdorfer Tauffünte von 1665

1665 goss der Glockengießer Asmus Clausen aus Husum für die Bünsdorfer Kirche eine bronzene Bechertaufe in Form einer umgekehrten Glocke. Ein Relieffeld zeigt die Taufe Jesu im Jordan; breite Inschriftbänder nennen im oberen Teil Bibelverse und im Mittelteil die an der Aufstellung der Taufe Beteiligten: „Asmus Clausen Glockengießer me fecit [lateinisch: machte mich] Husum 1665, H. [Herr] Johannes Rheinbot D. [Dr. theol.] und Generalsuperintendens, H. Johannes Henricus Schumacher Pastor, Jurgen Benn zu Bunstof Kirchengeschwohrne, Jurgen Borsen Holzvoget und Claus Schleth. Die Bunstorper Knechte: Claus Sicke, Hinirch Sicke, Detlef Sicke, Jurgen Rehme, Jurgen Kuckelhan, J. Jurgen Rehme, Hinrich Speck, Claus Speck, J. Jurgen Benn und die anderen Kirchspiels Knechte [d. h. unverheiratete Bauernsöhne] Detlof Borsen, Peter Sicke, Claus Giese, Claus Kur, Jurgen Kur, Jurgen Gosche, Claus Peter, Claus Benn, Johann Giese, Detlof Hagge, Caus Siert, Jacob Drews. Disse Patronen haben die Taufe zur christlichen Gedechtnis umgießen lassen Anno 1665.“ Das lässt darauf schließen, dass die Kirche zuvor eine mittelalterliche Bronzetaufe besessen hatte, die möglicherweise durch den Kirchenbrand einige Jahre zuvor beschädigt worden war.
Als 1815 die gesprungene größere Bünsdorfer Glocke umgegossen werden sollte, wollte die Gemeinde die wertvolle Taufe von 1665 als Glockengut opfern. Zehn Gemeindemitglieder kauften jedoch die Tauffünfte aus der Glockengießerei, in die sie schon abtransportiert war, zurück. Zu Ehren der zehn Spender wurde ober- und unterhalb der ursprünglichen Inschrift eine weitere eingraviert: „Claus Rathmann, Hans Schmidt, Jürgen Has, Claus Sieh, Jürgen Goos, Wittensee, Jürgen Böhrnsen von Schuledam, Hans Has aus Bistensee Anno 1816. Markes Clausen, Hans Rehm, Detlef Jesse. Diese oben eingegrabnen Namen haben diese Taufe in Folge der im Kircheninventarium eingetragenen obergerichtlichen Resolution vom 16. Juni 1816 der Kirche in Bünstorf geschenkt, aus welcher solche bereits wegtransportiert zur Glockengut bestimmt und nachher von den Gebern wiederum gekauft war.“ Da die Stützen, vier Evangelistenfiguren, bereits eingeschmolzen waren, wurde das Becken auf ein Steinfundament gestellt. 1862 bekam es dann einen gusseisernen Fuß mit vier Engelsköpfen, so noch auf einer Abbildung in der Bünsdorfer Festschrift (1990), heute steht es auf einem verfugten Fundament aus Granitsteinen.

### Grabplatte des Marquard Rönnow

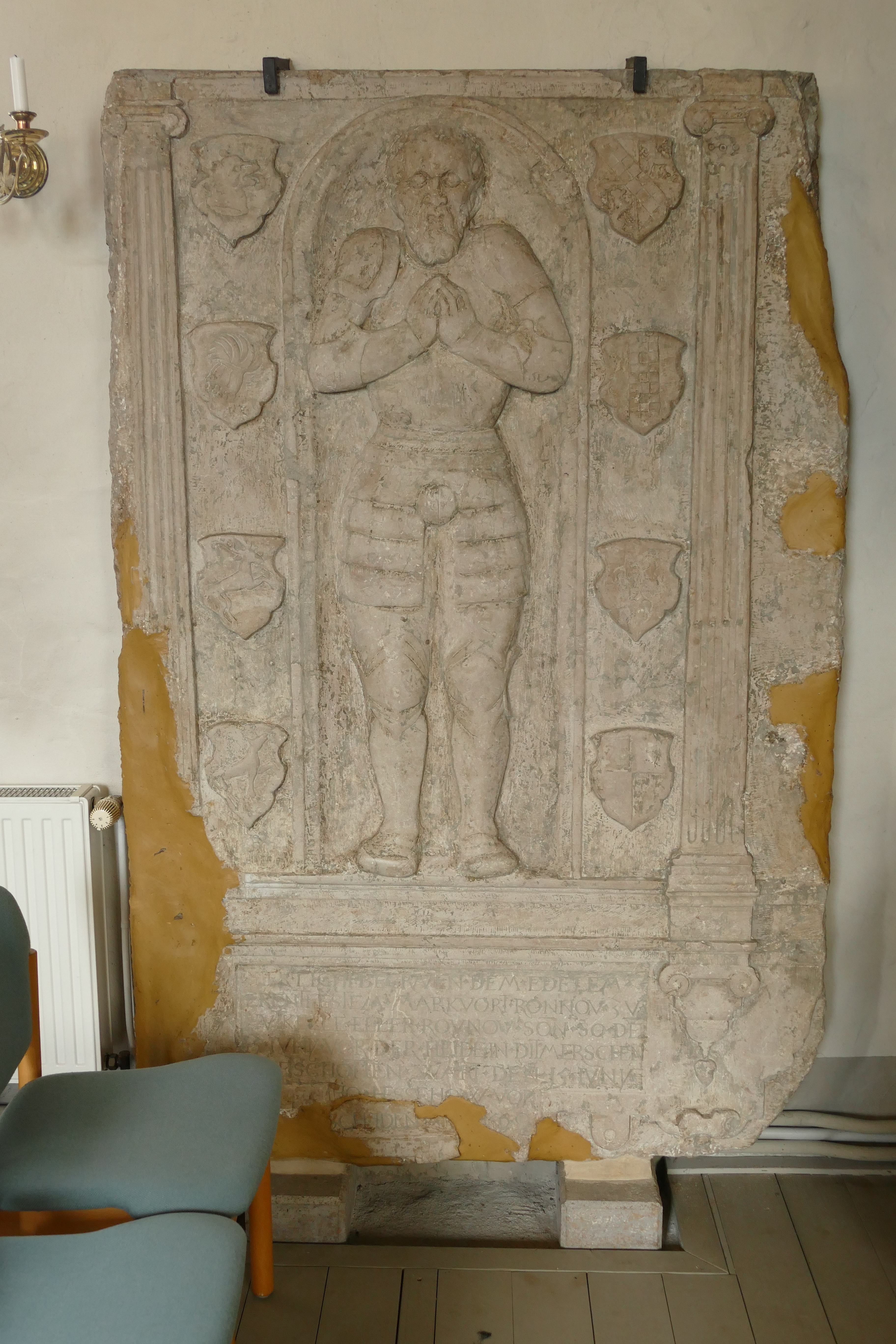
Grabplatte des Marquard Rönnow († 1559)

An der Nordwand der Kirche vor der Kanzel ist die Grabplatte des dänischen Adligen Marquard Rönnow aufgestellt. Dieser starb 1559 als letzter seines Stammes bei der sogenannten Letzten Fehde, in der die Bauernrepublik Dithmarschen ihre Unabhängigkeit verlor. Die Reliefdarstellung zeigt zwischen zwei ionischen Säulen einen von acht Wappen flankierten bärtigen Ritter in voller Rüstung, doch ohne Helm. Die darunter befindliche Inschrift lautet: „Hier licht begraven dem [sic] edelem erentfestem Markvort Ronnov zu Huitkelle [Hvidkilde auf Fünen], Eller Ronnov Son, so den 13. Juny vor der Heide in Ditmerschen gheschotten [angeschossen] wart, den 15. Juny tho Hessehow [Itzehoe] vorscheiden [verschieden] Anno 1559.“ Vor ihrer stehenden Anbringung befand sich die Grabplatte an anderen Orten in der Kirche, z. B. bei Publikation der Bünsdorfer Festschrift (1990) liegend unter der Kanzel. Unbekannt ist, wann und warum die Grabplatte überhaupt in die Bünsdorfer Kirche gelangte, also z. B. ob Marquard Rönnow hier Landbesitz hatte oder ob die Grabplatte aus der 1691 abgebrochenen Kirche Kampen bei Rendsburg stammte.

### Glocken
Die Bünsdorfer Kirche hatte ursprünglich zwei Glocken: Die größere Glocke, 1525 Pfund schwer, wurde Michaelis 1553 gegossen und trug die Inschrift: „Lat mi dat geneten dat Karspel [Kirchspiel] to Boenstorp heft mi laten geten [gießen] IHS XPS [Jesus Christus] S. Mauritius · S. Georgius · Otto Naeve · Hinrich Plone · Henneke Benn. Anno dni. m vc L iii [d. h. MCCCCCLIII] up Michaelis Meister Lutke van Moenster.“ Lütke von Moenster (Münster) war also der Glockengießer, während es sich bei Otto Naeve, Hinrich Plone und Henneke Benn um die damaligen Kirchgeschworenen handelt. 1815 sprang die Glocke, wurde 1815 und nochmals 1838 umgegossen und im Kriegsjahr 1917 „dem Vaterland geopfert“. So ist nur die kleinere Glocke, 940 Pfund schwer, übrig geblieben. Diese wurde 1815, 1838 und 1900 umgegossen, hat jetzt einen Durchmesser von 95 cm und den Schlagton gis, und nennt auf ihrer Inschrift die Namen des Pastors J. F. Erichsen, des Organisten und Küsters J. Schwarz und der Kirchältesten H. Schröder, A. Mylord, H. Wommelsdorf und J. Neve. Bis 1986 wurde sie noch von Hand geläutet. Die Glocken befanden sich bis 1862 in einem separaten hölzernen Glockenhaus, seitdem in einem Glockenstuhl, der im westlichen Dachgeschoss direkt in die alten Kirchenmauern eingelassen wurde. 2017 musste der Glockenstuhl wegen morschem Holz und Statikproblemen für 230.000 Euro saniert werden.

### Totengedenken
An der Nordwand der Kirche befindet sich eine eichene Tafel mit den Namen der Gefallenen des Ersten Weltkriegs, an der Westwand zu beiden Seiten des Eingangs sind Tafeln mit den Namen der Gefallenen des Zweiten Weltkriegs angebracht. Rechts des Eingangs steht eine eichene Bahre von 1693, auf der Verstorbene früher in ihrem Haus aufgebahrt wurden, bevor man sie zur Beisetzung zum Friedhof brachte.

## Orgel

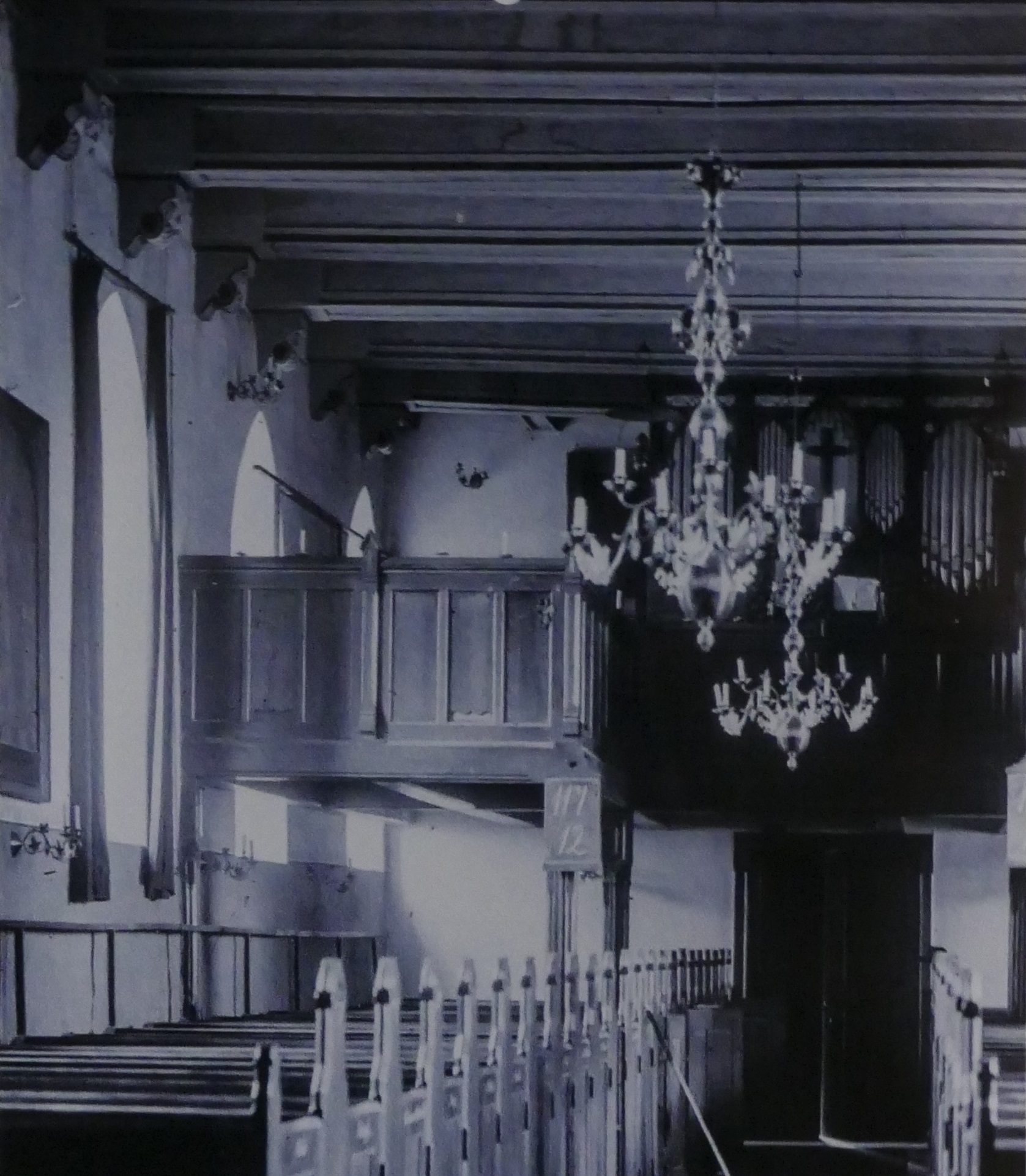
Inneres der Bünsdorfer Kirche nach Westen mit Blick auf den Prospekt der Schulze-Orgel (Foto ca. 1900)

Die Bünsdorfer Kirche besaß bereits 1625 eine Orgel, da das Kirchenrechnungsbuch einen „Organist und Küster“ erwähnt. Nach dem Brand von 1659 heißt es in den Kirchenrechnungen nur noch „Küster“, es muss also auch die Orgel verbrannt sein. Erst 1770 scheint wieder ein Kalkant bezahlt worden zu sein, also darf man für diese Zeit wieder ein Instrument annehmen. 40 Jahre später war dieses vermutlich verbraucht, denn 1812 wurde aus freiwilligen Spenden ein Orgelpositiv angeschafft. 1828 folgte die Anschaffung einer größeren, aber gebrauchten Orgel, hergestellt von dem autodidaktischen Instrumentenmacher Lausen aus Füsing bei Schleswig. 1862/63 lieferte der Orgelbauer Friedrich Christian Theodor Schulze (1793–1880) aus Rendsburg eine neue Orgel mit folgender Disposition:
| I Manual C– |           |       |
| 1.          | Bordun    | 16′   |
| 2.          | Prinzipal | 8′    |
| 3.          | Octave    | 4′    |
| 4.          | Quinte    | 2 ⁄3′ |
| 5.          | Octave    | 2′    |

| II Manual C– |        |    |
| 6.           | Gambe  | 8′ |
| 7.           | Gedact | 8′ |
| 8.           | Flöte  | 4′ |

| Pedal C– |           |     |
| 9.       | Subbaß    | 16′ |
| 10.      | Prinzipal | 8′  |

1908 wurde die Schulze-Orgel von Marcussen & Sohn aus Apenrade „zur Hälfte umgebaut“ (Heinrich Maybaum), das zweite Manual erweitert und nun pneumatisch angeschlossen, während das I. Manual und das Pedal ihre mechanischen Schleifladen behielten. Maybaum bezeichnete 1913 die Funktion der mechanischen Traktur als ungenügend, die der Pneumatik aber als vorzüglich. Das gesamte Werk befand sich in einem Jalousieschweller (wohl hinter dem Prospekt). Die Disposition lautete:
| I Manual C– |            |       |
| 1.          | Bordun     | 16′   |
| 2.          | Prinzipal  | 8′    |
| 3.          | Oktav      | 4′    |
| 4.          | Quinte     | 2 ⁄3′ |
| 5.          | Superoktav | 2′    |

| II Manual C– |                  |    |
| 6.           | Geigen-Prinzipal | 8′ |
| 7.           | Salicional       | 8′ |
| 8.           | Lieblich Gedackt | 8′ |
| 9.           | Flöte            | 8′ |
| 10.          | Gedackt-Flöte    | 4′ |
| 11.          | Fugara           | 4′ |

| Pedal C– |           |     |
| 12.      | Subbass   | 16′ |
| 13.      | Prinzipal | 8′  |

- Koppeln: II/I, II/P
- Traktur: I und P mechanische Schleifladen, II pneumatisch

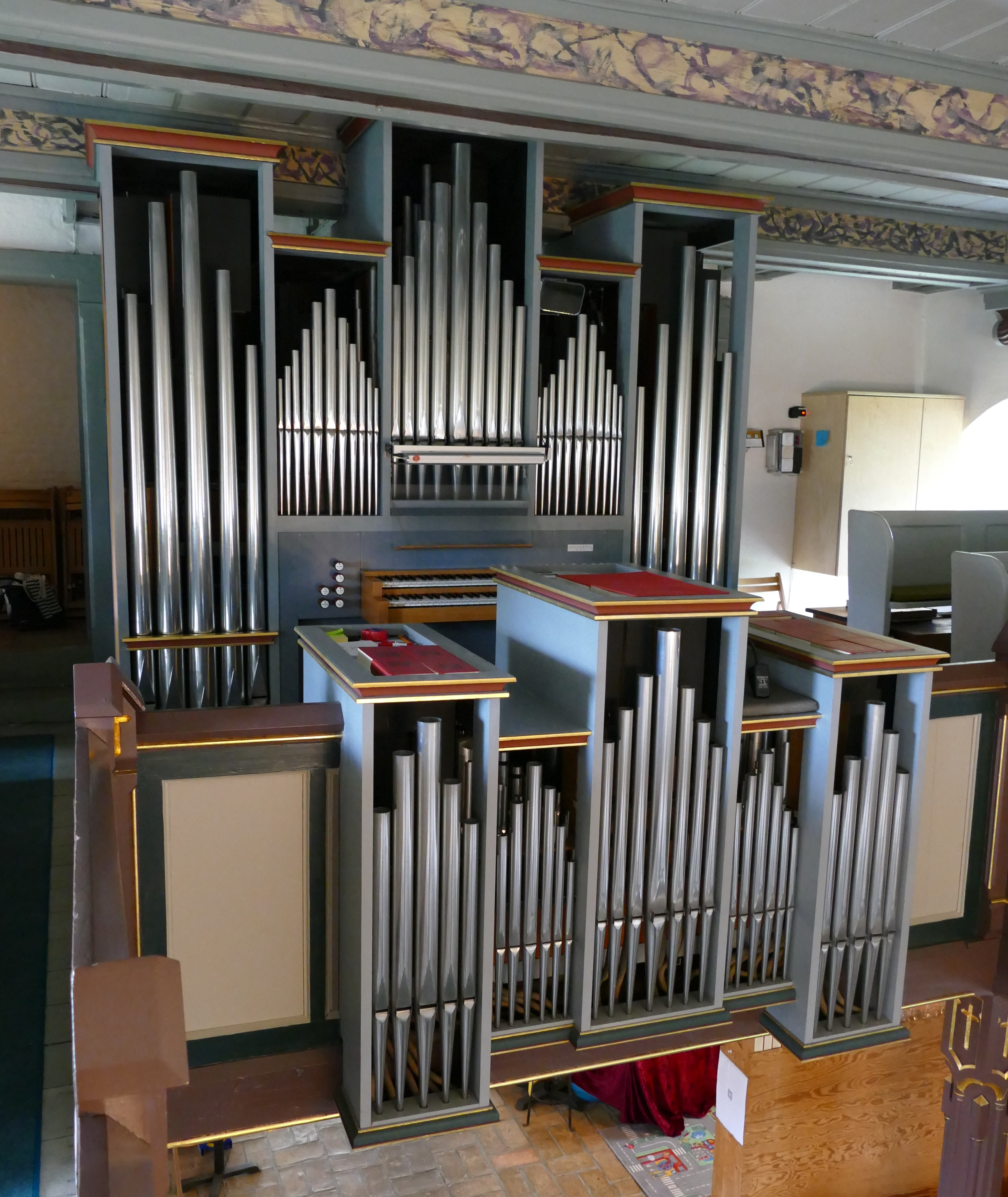
Die Paschen-Orgel von 1972 von der Empore gesehen

1972 erbaute Hinrich Otto Paschen eine neue Orgel unter Verwendung von Pfeifen aus dem Vorgängerinstrument. Die Disposition lautet:
| I Rückpositiv C–f3 |           |        |
| 1.                 | Gedackt   | 8′     |
| 2.                 | Rohrflöte | 4′     |
| 3.                 | Prinzipal | 2′     |
| 4.                 | Terz      | 1 3⁄5′ |
| 5.                 | Nasat     | 1 ⁄3′  |
|                    | Tremulant |        |

| II Hauptwerk C–f3 |            |       |
| 6.                | Spitzflöte | 8′    |
| 7.                | Prinzipal  | 4′    |
| 8.                | Gemshorn   | 2′    |
| 9.                | Mixtur III | 1 ⁄3′ |

| Pedal C–f1 |             |     |
| 10.        | Subbass     | 16′ |
| 11.        | Gedacktbass | 8′  |

- Koppeln: II/I, I/P, II/P
- Traktur: Schleifladen, vollmechanisch

## Friedhof

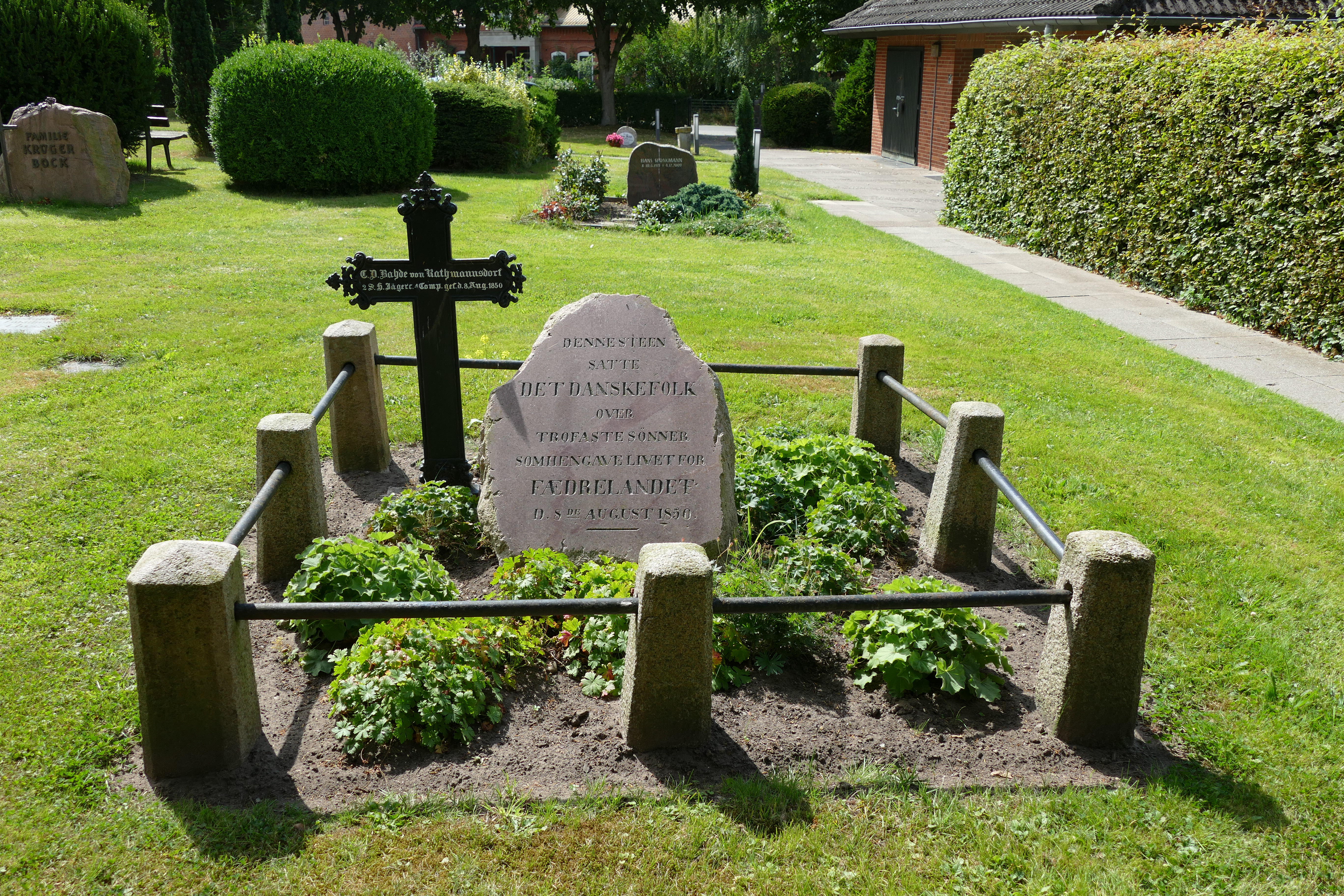
Grabmal für die Gefallenen von Stenten auf dem Bünsdorfer Friedhof

Um die Kirche herum befindet sich der Friedhof, der ursprünglich dem gesamten Kirchspiel für Bestattungen diente, bis 1922 ein Friedhof in Borgstedt und 1923 einer in Klein Wittensee angelegt wurde. 1827 wurde auf dem Bünsdorfer Friedhof ein Topf mit ca. 4000–5000 Brakteaten (einseitig geprägten Silbermünzen) gefunden und ebenso 7 Kilo geschmolzenes Silber; man stieß auf den Schatz beim Ausheben einer Grabstelle dicht an der Kirchhofsmauer in 0,5 m Tiefe. Die bis zu 5000 Brakteaten und 150 Denare stammten u. a. aus Hamburg, Lübeck, Bremen, Stade, Verden, Lüneburg, Braunschweig, Stendal, Salzwedel, Magdeburg und Schweden; die Schlussmünze datierte von 1225. Auf einer Grabstätte im nördlichen Teil des Friedhofs liegen sowohl drei dänische als auch ein deutscher Gefallener des Gefechts von Stenten am 8. August 1850, die Pastor Bolten hier Seite an Seite bestatten ließ (vgl. Schleswig-Holsteinische Erhebung).

## Pastoren- und Gemeindegeschichte

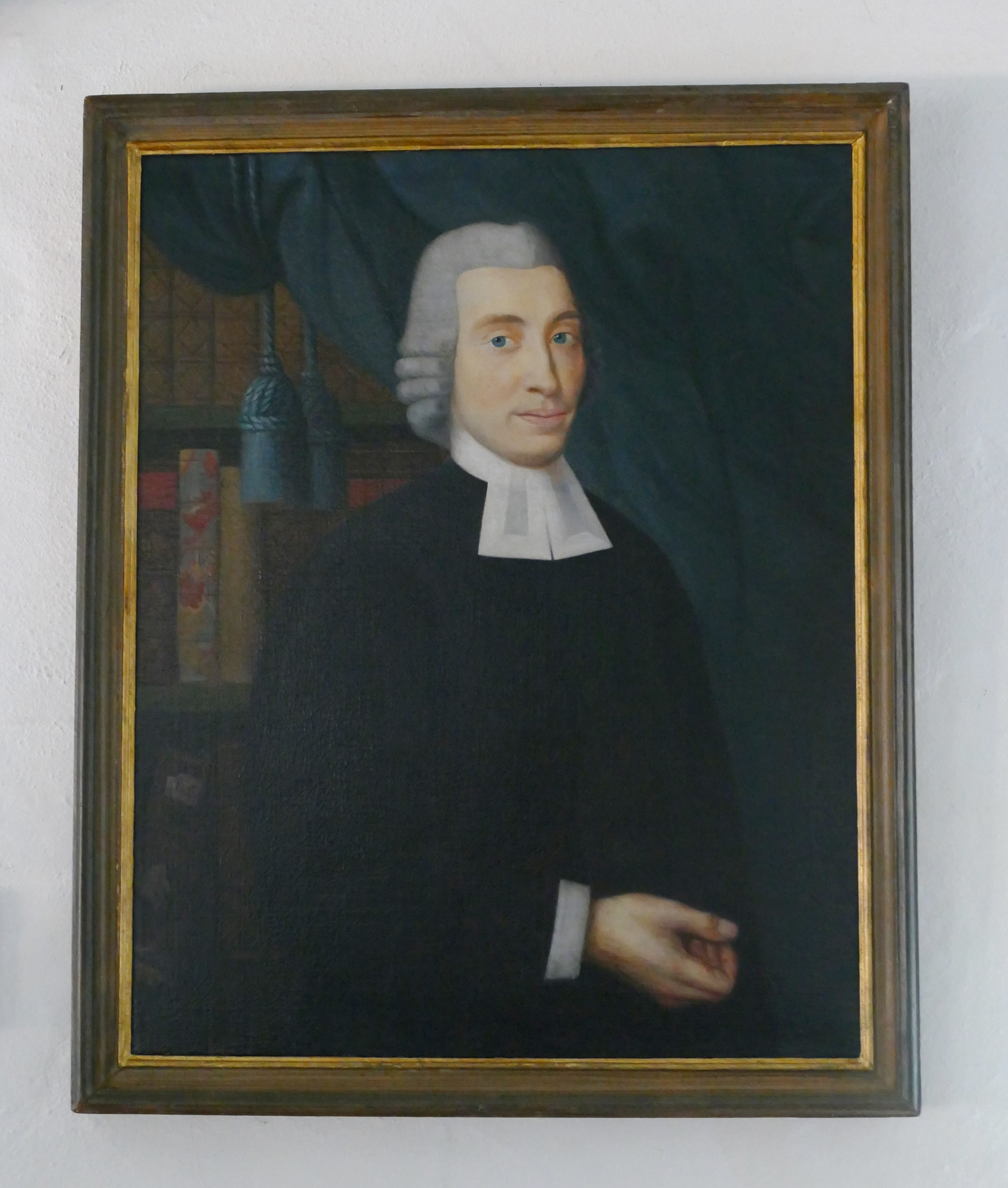
Gemälde des Pastors J. A. Petersen, 1776

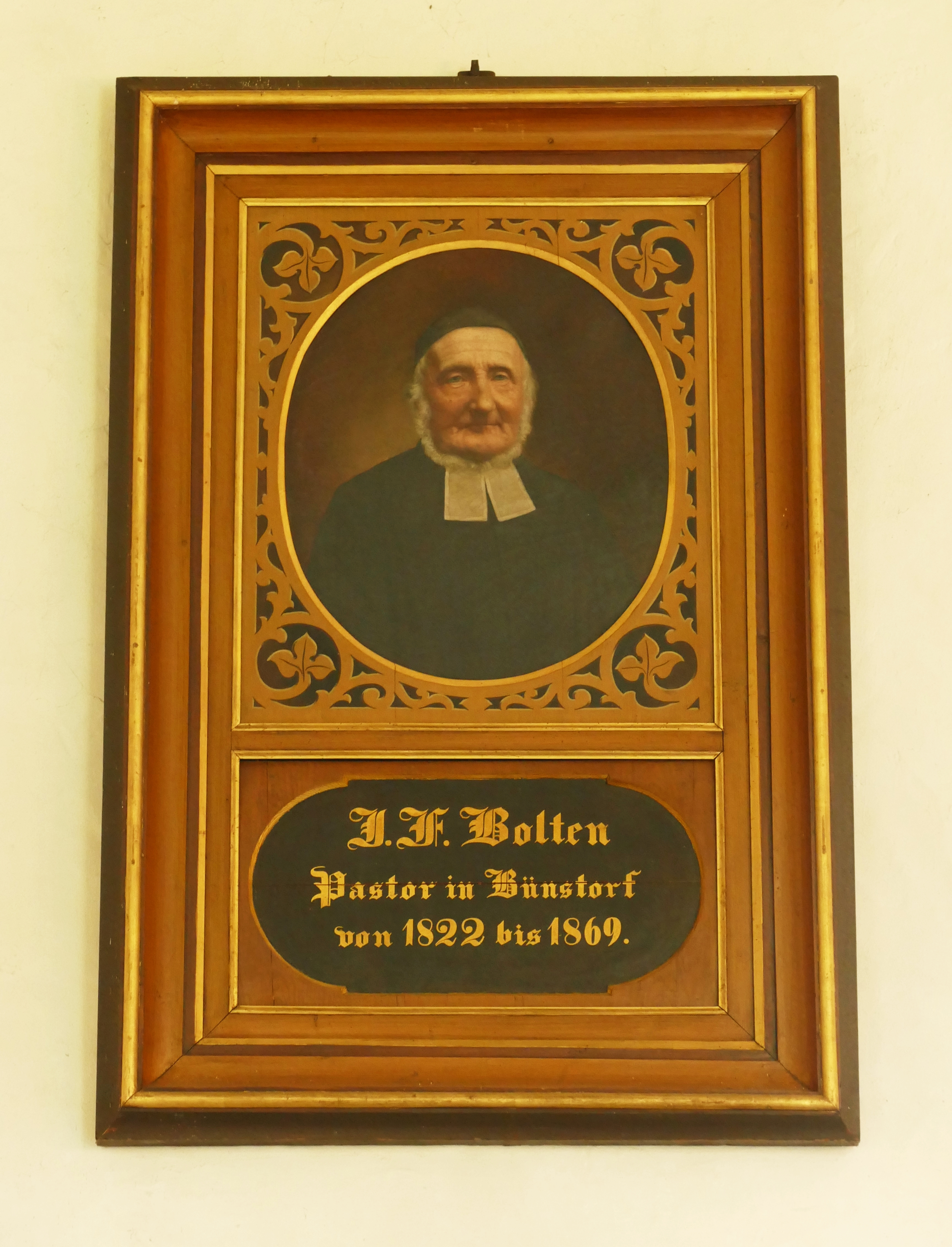
Gemälde des Pastors J. F. Bolten, 1860er Jahre

Die Bünsdorfer Pastoren sind seit 1532 regelmäßig verzeichnet. In der Kirche hängen heute zwei Pastorenbilder: Joachim Adam Petersen (* 1718 bei Tondern; † 1790 in Bünsdorf) ist auf einem Gemälde von Paul Ipsen (1776) dargestellt. Petersen war von 1752 bis zu seinem Tod Pastor in Bünsdorf und begann bei seinem Amtsantritt mit der Führung der offiziellen Kirchenbücher. (Doch schon ab 1739 liegen persönliche kirchenbuchartige Aufzeichnungen des Küsters Claus Gosch vor, so dass der Beginn der Bünsdorfer Kirchenbücher auch mit 1739 angegeben wird.) Über der Tür zur Sakristei hängt das Bild des Pastors Johann Friedrich Bolten (* 1791 in Mildstedt; † 1869 in Bünsdorf), der von 1822 bis zu seinem Tod 1869 Pfarrer in Bünsdorf war. Bolten initiierte die Kirchenrenovierung von 1862, war Mitbegründer einer der ältesten Sparkassen in Schleswig-Holstein und prägte auch das Bild des Ortes Bünsdorf, indem er die Dorfstraße mit Kastanien, Eichen und Linden bepflanzen ließ, von denen einige heute noch stehen.
Während des Dritten Reiches amtierte in Bünsdorf Pastor Johannes Heinrich Theodor Petersen, ein Angehöriger der Bekennenden Kirche, geb. 1902 in Wankendorf. Petersen war zunächst 1928–1934 Pfarrer in Pellworm gewesen, wurde aber 1934 von den Nazis mit einem Aufenthaltsverbot für die Insel belegt und wechselte nach Bünsdorf. Hier baute er die Gemeindearbeit für Junge und Erwachsene aus, um der nationalsozialistischen Beeinflussung etwas entgegenzusetzen. Am Heldengedenktag, dem 17. März 1935, wurde Petersen vom Gendarmerie-Wachtmeister Bednarzik das Betreten seiner eigenen Kirche in Bünsdorf verboten, da Petersen die Unterschrift dazu verweigerte, dass er der Gemeinde ein NS-kritisches Wort der Bekenntnissynode nicht bekanntmachen würde. Daraufhin feierte Petersen den Gottesdienst im Freien vor dem Pastorat. 1938 zeigte der nationalsozialistische Organist und Lehrer Wilhelm Möller Pastor Petersen zweimal an, wegen Predigtäußerungen, Männerversammlungen und weil er im Konfirmandenunterricht nationalsozialistischen Angriffen gegen die Bibel als „Judenbuch“ widersprochen hatte. Als Reaktion wurde Petersen am 28./29. April 1938 vom Staatsanwalt beim Landgericht Kiel und am 7. November 1938 von der Gestapo in Eckernförde verhört. Bis auf den Umstand, dass man ihn wegen fraglicher nationaler Zuverlässigkeit aus dem Schulbeirat entfernte, ging die Sache für Pastor Petersen glimpflich aus. Der nationalsozialistische Organist Möller kündigte zum 31. März 1939, nachdem durch ein Gesetz vom 1. Oktober 1938 das Amt des Lehrers und das des Organisten getrennt wurden. Neue Organistin und Gemeindehelferin wurde ab 1. Mai 1939 Frau Anneliese Uthgenannt aus Lübeck.
Der Zweite Weltkrieg brachte Pastor Petersen viel Mehrarbeit, da er die eingezogenen Nachbar-Pastoren von Sehestedt und Hütten vertreten musste. Der offene Widerstand gegen die kirchliche Arbeit nahm aber bei zunehmendem Kriegsdruck ab. Schließlich wurde Pastor Petersen selbst zum Dienst an der Heimat-Flak einberufen. Als sich die Kriegsniederlage abzeichnete, hielt Pastor Köhnke die Neujahrspredigt 1945 über die Zusage für Sodom: „Ich will sie nicht verderben um der Zehn willen“ (Gen 18,32 ). Im Laufe des Jahres 1945 wuchs die Gemeinde Bünsdorf durch den Zustrom von Flüchtlingen von 2100 auf über 5000 Seelen an, so dass 1946 ein zweiter Pastor berufen wurde. Auch weckte damals die unsichere Zukunft vieler Menschen das religiöse Empfinden und brachte der Gemeinde viele ehrenamtliche Helfer. Die Lage normalisierte sich bis Mitte der 1950er Jahre, als viele Heimatvertriebene in die süd- und westdeutschen Industriegebiete abwanderten. Das baufällige Pastorat von 1793 wurde 1960 durch einen Neubau ersetzt. 1961 wurde die Kapelle in Borgstedt und 1965 die in Groß Wittensee erbaut.